# Bilozerkiwka (Myrhorod)
Bilozerkiwka (ukrainisch Білоцерківка; russisch Белоцерковка Belozerkowka) ist ein Dorf im Zentrum der ukrainischen Oblast Poltawa mit etwa 700 Einwohnern (2001).

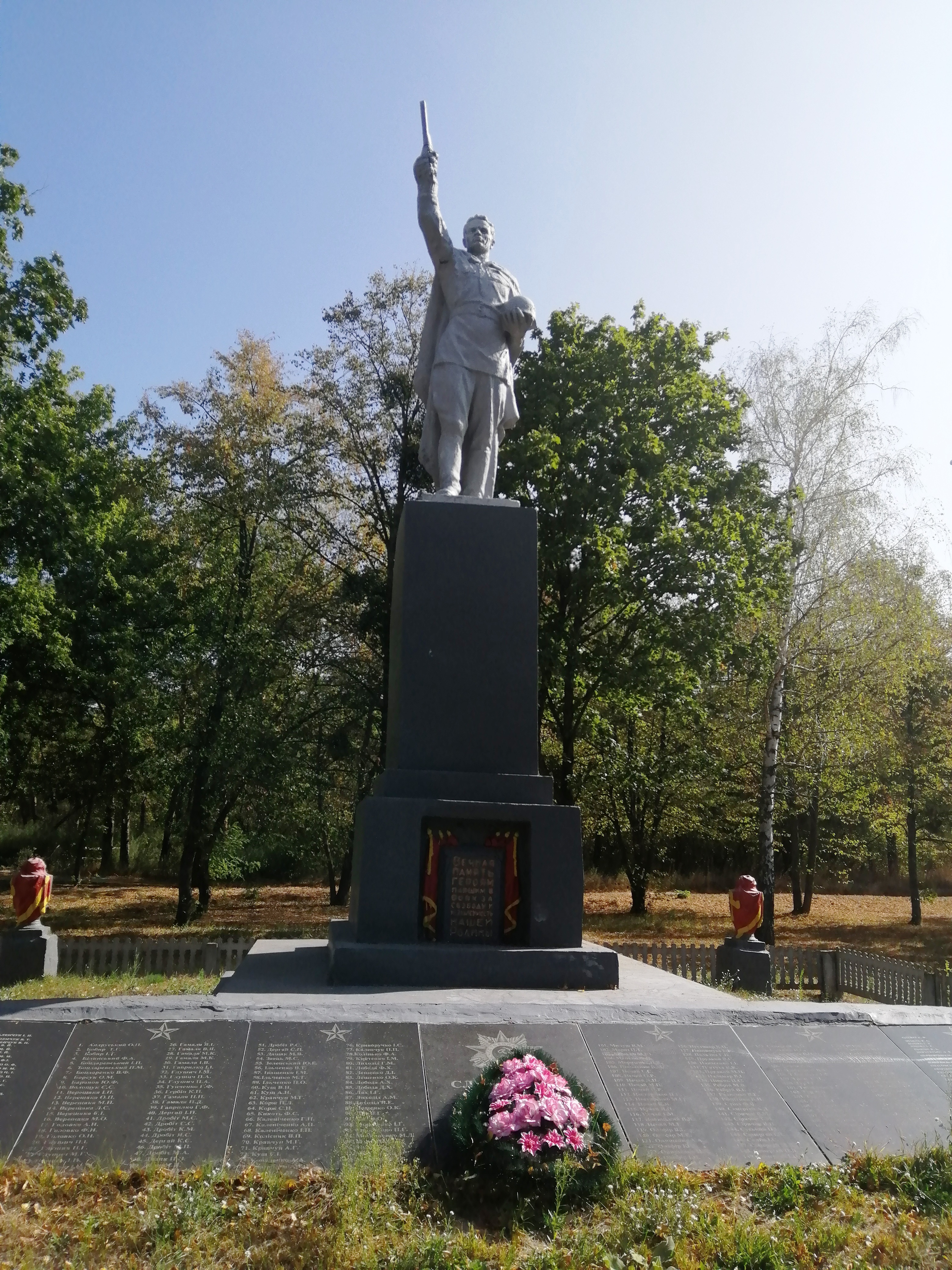
Denkmal im Ort

Bilozerkiwka liegt am Ufer des Psel und an der Fernstraße M 3 Kiew–Charkiw 20 km südlich vom ehemaligen Rajonzentrum Welyka Bahatschka und 62 km westlich vom Oblastzentrum Poltawa.

## Verwaltungsgliederung
Am 13. August 2015 wurde das Dorf zum Zentrum der neugegründeten Landgemeinde Bilozerkiwka (Білоцерківська сільська громада/Bilozerkiwska silska hromada). Zu dieser zählten auch die 17 in der untenstehenden Tabelle aufgelisteten Dörfer, bis dahin bildete es zusammen mit den Dörfern Dsjubiwschtschyna, Herussiwka, Konopljanka, Krasnohoriwka, Luhowe, Morosiwschtschyna und Sydoriwschtschyna die gleichnamige Landratsgemeinde Bilozerkiwka (Білоцерківська сільська рада/Bilozerkiwska silska rada) im Westen des Rajons Welyka Bahatschka.
Am 12. Juni 2020 kam noch die 11 Dörfer Andruschtschyne, Howory, Kornijenky, Krawtschenky, Mostowiwschtschyna, Popowe, Rokyta, Schpyrny, Trudoljubywe, Wyschari und Zykaly zum Gemeindegebiet.
Am 17. Juli 2020 kam es im Zuge einer großen Rajonsreform zum Anschluss des Rajonsgebietes an den Rajon Myrhorod.
Folgende Orte sind neben dem Hauptort Bilozerkiwka Teil der Gemeinde:
| Name                     | Name          | Name                              |
| ukrainisch transkribiert | ukrainisch    | russisch                          |
| ------------------------ | ------------- | --------------------------------- |
| Andruschtschyne          | Андрущине     | Андрущино (Andruschtschino)       |
| Balaklija                | Балаклія      | Балаклея (Balakleja)              |
| Balandy                  | Баланди       | Баланды                           |
| Birky                    | Бірки         | Борки (Borki)                     |
| Dsjubiwschtschyna        | Дзюбівщина    | Дзюбовщина (Dsjubowschtschina)    |
| Herussiwka               | Герусівка     | Герусовка (Gerussowka)            |
| Howory                   | Говори        | Говоры (Gowory)                   |
| Kolossiwka               | Колосівка     | Колосовка (Kolossowka)            |
| Konopljanka              | Коноплянка    | Коноплянка                        |
| Kornijenky               | Корнієнки     | Корниенки (Kornijenki)            |
| Krasnohoriwka            | Красногорівка | Красногоровка (Krasnogorowka)     |
| Krawtschenky             | Кравченки     | Кравченки (Krawtschenki)          |
| Luhowe                   | Лугове        | Луговое (Lugowoje)                |
| Morosiwschtschyna        | Морозівщина   | Морозовщина (Morosowschtschina)   |
| Mostowiwschtschyna       | Мостовівщина  | Мостовивщина (Mostowiwschtschina) |
| Ohyriwka                 | Огирівка      | Огировка (Ogirowka)               |
| Podil                    | Поділ         | Подол (Podol)                     |
| Popowe                   | Попове        | Попово (Popowo)                   |
| Pyssariwschtschyna       | Писарівщина   | Писаревщина (Pissarewschtschina)  |
| Rokyta                   | Рокита        | Ракита (Rakita)                   |
| Schpyrny                 | Шпирни        | Шпирны (Schpirny)                 |
| Schyposchi               | Шипоші        | Шипоши (Schiposchi)               |
| Stinky                   | Стінки        | Стенки (Stenki)                   |
| Sydoriwschtschyna        | Сидорівщина   | Сидоровщина (Sidorowschtschina)   |
| Trudoljubywe             | Трудолюбиве   | Трудолюбивое (Trudoljubiwoje)     |
| Wyschari                 | Вишарі        | Вышари                            |
| Wyschnjakiwka            | Вишняківка    | Вишняковка (Wischnjakowka)        |
| Zykaly                   | Цикали        | Цикалы (Zikaly)                   |